# Auguste Aulnette
 Auguste Aulnette, né le 29 octobre 2002 à Cluses, est un  skieur alpin français.

## Biographie
Auguste Aulnette est né le 29 octobre 2002 à Cluses, il est originaire de la commune de Saint-Jeoire, en Haute-Savoie, où ses parents tiennent un restaurant. En avril 2016, il prend la 2e place du slalom géant U14 des Coqs d’Or à l'Alpe d'Huez.
En avril 2018, il dispute la 38e édition de la Scara à Val d'Isère, qui est avec la Topolino l'une des 2 compétitions internationales des jeunes (moins de 16 ans) qui regroupe les meilleurs skieurs mondiaux de cette catégorie d'âge. Il prend la 2e place du slalom.
En février 2019, il est sélectionné en équipe de France, pour disputer le Festival olympique de la jeunesse européenne à Jahorina, bien qu’âgé d’un an de moins que ses coéquipiers. 

### Saison 2019-2020
Il dispute en janvier 2020 les Jeux olympiques de la jeunesse d'hiver. Le 11 janvier aux Diablerets, il crée la sensation en devenant Champion olympique de la jeunesse du Combiné,. C’est le 1er titre masculin de la France en ski alpin dans l’histoire de ces Jeux.  Il y prend aussi la 9e place du super G et la 4e place du team event avec sa coéquipière Caitlin McFarlane. Sa saison prend fin début mars en raison de l’arrêt des compétitions de ski dû à la pandémie de maladie à coronavirus.

### Saison 2020-2021
Il intègre l'équipe de France Juniors à partir de la saison 2020-2021.
En janvier 2021, il fait ses débuts en Coupe d'Europe dans les slaloms de Val-Cenis.
En mars, pour sa première participation aux championnats de France Élite, il prend la 9e place du slalom géant et du combiné. Il prend aussi la 3e place des championnats de France U21 (moins de 21 ans) de slalom géant.

### Saison 2021-2022
À 19 ans, il dispute ses premiers championnats du monde juniors à Panorama. Il y prend la 14e place du slalom.

### Saison 2022-2023
En janvier, il dispute ses seconds championnats du monde juniors à Saint-Anton et s'y classe 13e du slalom géant. En avril, il termine deux fois au pied du podium des championnats de France Élite eu prenant la 4e place du combiné aux Orres et la 4e place du géant à Val Thorens. Il est aussi vice-champion de France U21 (moins de 21 ans) de combiné.

### Saison 2023-2024
Début décembre, il marque son premier point en coupe d'Europe dans le géant de Zinal. Le 14 janvier il prend une superbe 5e place dans le slalom de coupe d'Europe de Berchtesgaden. Cette performance lui vaut sa première participation à une épreuve de coupe du monde dans le slalom de Schladming. Début février, à la veille de disputer une seconde épreuve de coupe du monde il se blesse à l'entrainement à Chamonix et souffre d'une rupture du ligament croisé du genou droit (sa première blessure), ce qui met fin à sa saison.

### Saison 2024-2025
En novembre 2024, de retour de blessure il dispute le slalom de coupe du monde de Lévi. Le 19 décembre il se fait opérer de l'appendicite. En coupe d'Europe il décroche son premier podium le 19 janvier (un mois après son opération) en prenant une très belle 3e place dans le slalom de Berchtesgaden (après avoir remonté 20 places dans la seconde manche). Il termine la saison à la 23e place du classement de la coupe d'Europe de slalom.

## Palmarès

### Coupe du monde
- 3 slaloms disputés (à fin mars 2025)

### Championnats du monde juniors
| Épreuve / Édition         | Descente | Super G | Slalom géant | Slalom  | Combiné | Team event |
| Mondiaux 2022 Panorama    | -        | 41e     | 31e          | 14e     | 21e     |            |
| Mondiaux 2023 Saint-Anton | -        | -       | 13e          | Abandon | -       | -          |

### Jeux olympiques de la jeunesse d’hiver
| Edition / Epreuve       | Super G | Slalom géant | Slalom | Super-combiné | Équipes |
| JOJ 2020 Les Diablerets | 9e      | Ab           | Ab     | Or            | 4e      |

### Coupe d'Europe
- 37 épreuves disputées (à fin mars 2025)
- 2 top-5 dont un podium
  - 3e du slalom de  Berchtesgaden le 19 janvier 2025

#### Classements
| Saison / Épreuve | Saison / Épreuve | Général | Général | Descente | Descente | Super G | Super G | Géant  | Géant  | Slalom | Slalom | Combiné | Combiné |
| ---------------- | ---------------- | ------- | ------- | -------- | -------- | ------- | ------- | ------ | ------ | ------ | ------ | ------- | ------- |
| Saison / Épreuve | Saison / Épreuve | Class.  | Points  | Class.   | Points   | Class.  | Points  | Class. | Points | Class. | Points | Class.  | Points  |
| 2024             | 2024             | 98e     | 69      | -        | -        | -       | -       | 58e    | 13     | 35e    | 56     | -       | -       |
| 2025             | 2025             | 73e     | 124     | -        | -        | -       | -       | 57e    | 12     | 23e    | 112    | -       | -       |

### Festival olympique de la jeunesse européenne
| Édition / Epreuve  | Slalom géant | Slalom |
| FOJE 2019 Jahorina | 28e          | 24e    |

### Championnats de France

#### Elite
| Édition / Epreuve                                        | Descente | Super-G | Slalom géant | Slalom  | Super combiné |
| -------------------------------------------------------- | -------- | ------- | ------------ | ------- | ------------- |
| Championnats 2021 Châtel / Saint-Jean-d'Aulps / Les Gets | 57e      | 24e     | 9e           | 16e     | 9e            |
| Championnats 2022 Isola 2000 / Auron                     | -        | -       | Abandon      | Abandon | -             |
| Championnats 2023 Les Orres / Val Thorens                | -        | 21e     | 4e           | 25e     | 4e            |
| Championnats 2025 Méribel                                | -        | Abandon | 14e          | Abandon | -             |

#### Jeunes

##### Juniors U21 (moins de 21 ans)
2021 :
- 3e des Championnats de France de slalom géant à Saint-Jean-d'Aulps
- 4e des Championnats de France de combiné à Châtel

2023 :
- vice-champion de France de combiné aux Orres
- 3e des Championnats de France de slalom géant à Val Thorens

##### Minimes U16 (moins de 16 ans)
2018 :
- 5e des Championnats de France de slalom à Auron

### Scara (course internationale des jeunes)
2018 à Val d'Isère : 38e Scara
- 2e en slalom en U16 (moins de 16 ans)